# Zizeeria lampra
Zizeeria lampra är en fjärilsart som beskrevs av Tite 1969. Zizeeria lampra ingår i släktet Zizeeria och familjen juvelvingar. Inga underarter finns listade i Catalogue of Life.